# یوکی کیتا
یوکی کیتا (ژاپنی: 北井 佑季؛ زادهٔ ۲۷ ژانویهٔ ۱۹۹۰) یک بازیکن فوتبال اهل ژاپن است.
از باشگاه‌هایی که در آن بازی کرده‌است می‌توان به باشگاه فوتبال ماچیدا زلویا، باشگاه فوتبال ماتسوموتو یاماگا، باشگاه فوتبال کاتالر تویاما و باشگاه فوتبال ساگامیهارا اشاره کرد.